# Ла Викторија (Тексас)
Ла Викторија (енгл. La Victoria) насељено је место без административног статуса у америчкој савезној држави Тексас.

## Демографија
По попису из 2010. године број становника је 171, што је 1.512 (-89,8%) становника мање него 2000. године.
| Група             | 2000.         | 2010.       |
| Белци             | 15 (0,9%)     | 5 (2,9%)    |
| Афроамериканци    | 9 (0,5%)      | 0 (0,0%)    |
| Азијати           | 1 (0,1%)      | 0 (0,0%)    |
| Хиспаноамериканци | 1.668 (99,1%) | 166 (97,1%) |
| Укупно            | 1.683         | 171         |